# Země kožešin
Země kožešin (1873, Le pays des fourrures) je dobrodružný román francouzského spisovatele Julesa Verna z jeho cyklu Podivuhodné cesty (Les Voyages extraordinaires). Román je jedním ze tří Vernových děl, odehrávajících se v Kanadě (dalšími jsou Bezejmenná rodina a Zlatá sopka).

## Obsah románu
Děj knihy se odehrává v šedesátých letech 19. století, kdy „země kožešin“, tj. Kanada byla místem několika vzájemně soupeřících loveckých společností, které se snažily posunovat své revíry stále více na sever, kde ještě bylo hodně vzácné zvěře. Tak i poručík Hobson je pověřen založením nové lovecké stanice na severním pobřeží Severní Ameriky až za polárním kruhem. Podnikne proto s hrstkou vojáků a lovců cestu od Velkého Otročího jezera k Velkému Medvědímu jezeru a odtud až na pobřeží na 70. stupeň severní šířky. Zde na cípu jednoho poloostrova založí loveckou stanici, netuší ovšem, že na ledovci zaneseném vrstvou hlíny. Sopečným otřesem se ledovec utrhne a odpluje i s osazenstvem na volné moře, kde se začne zvolna rozpouštět. Hnán mořským proudem propluje Beringovým průlivem mezi Ruskem a Aljaškou. V posledním okamžiku před katastrofou přistane zbylá kra s lidmi na jednom z aleutských ostrovů. Napínavý příběh je, jak je to u Verna zvykem, doplněn celou řadou zeměpisných a přírodopisných zajímavostí z polárních
končin.

## Ilustrace
Knihu Země kožešin ilustroval Jules Férat a Alfred Quesnay de Beaurépaire.

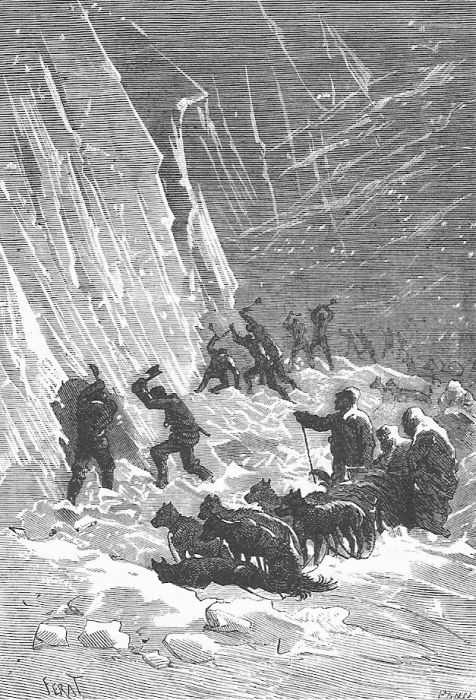
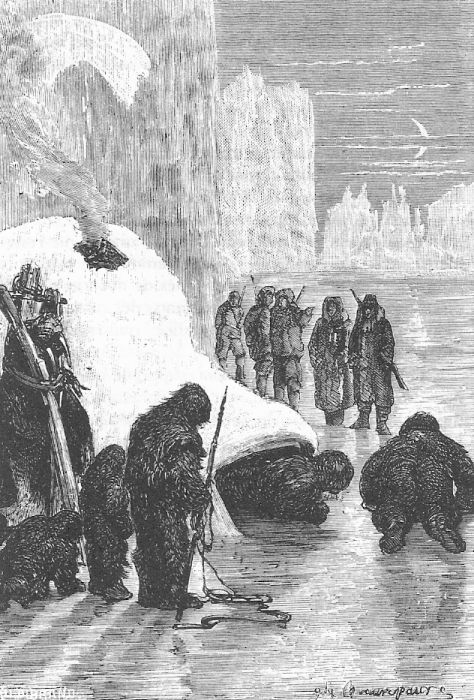
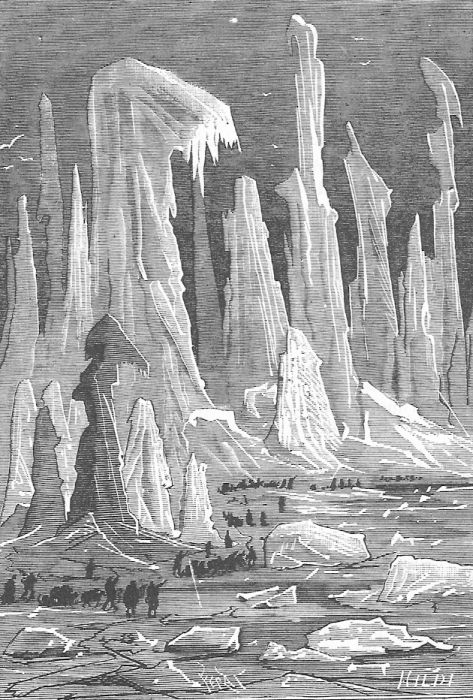
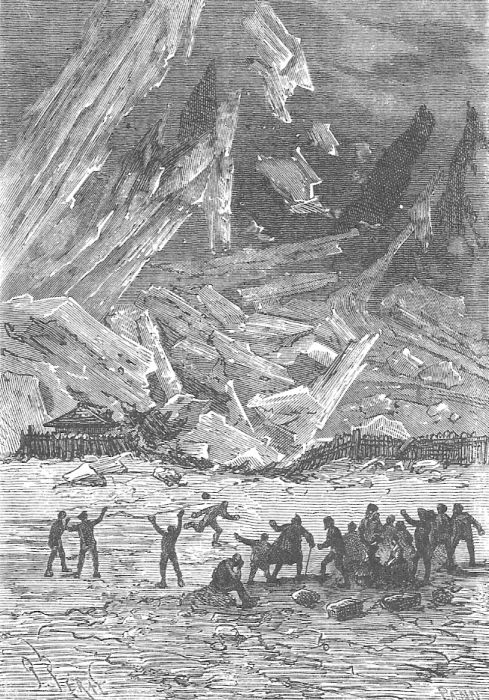

## Česká vydání
- Země kožešin, Spolek pro vydávání laciných knih českých, Praha 1876, přeložil J. H., dva svazky, Dostupné online.
- Země kožešin, Josef R. Vilímek, Praha 1901, přeložil V. Patejdl, znovu 1906.
- Země kožešin, Eduard Beaufort, Praha 1913, přeložil Vítězslav Unzeitig, dva svazky,
- Země kožešin, Josef R. Vilímek, Praha 1927, přeložil V. Patejdl, znovu 1929.
- Země kožešin, Práce, Praha 1951, přeložil Antonín Maršálek,
- Země kožešin, SNDK, Praha 1962, přeložil Václav Netušil,
- Země kožešin, Návrat, Brno 1996, přeložil V. Patejdl.
- Země kožešin, Omega, Praha 2023, přeložil V. Patejdl.